# Domaine Zind-Humbrecht

Le domaine Zind-Humbrecht est un domaine viticole alsacien installé à Turckheim, commune du Haut-Rhin et qui exploite une quarantaine d’hectares de vignes réparties de Hunawihr (au Nord) à Thann (au sud).

## Histoire
Le domaine Zind-Humbrecht a été fondé en 1959 par l'union des propriétés de Zénon Humbrecht, viticulteur à Gueberschwihr, et d'Émile Zind, viticulteur à Wintzenheim. Auparavant, chacune de ces familles produisait son vin sous son propre nom.
Le chanoine Barth a rappelé que la famille Humbrecht louait au XVIIIe siècle des vignobles de l'abbaye de Marbach, près de Gueberschwihr. Néanmoins, la mise en bouteille au domaine n'a commencé qu'en 1947. Depuis, la production de vin est faite exclusivement de vignes du domaine et sous sa propre étiquette.

## Notoriété

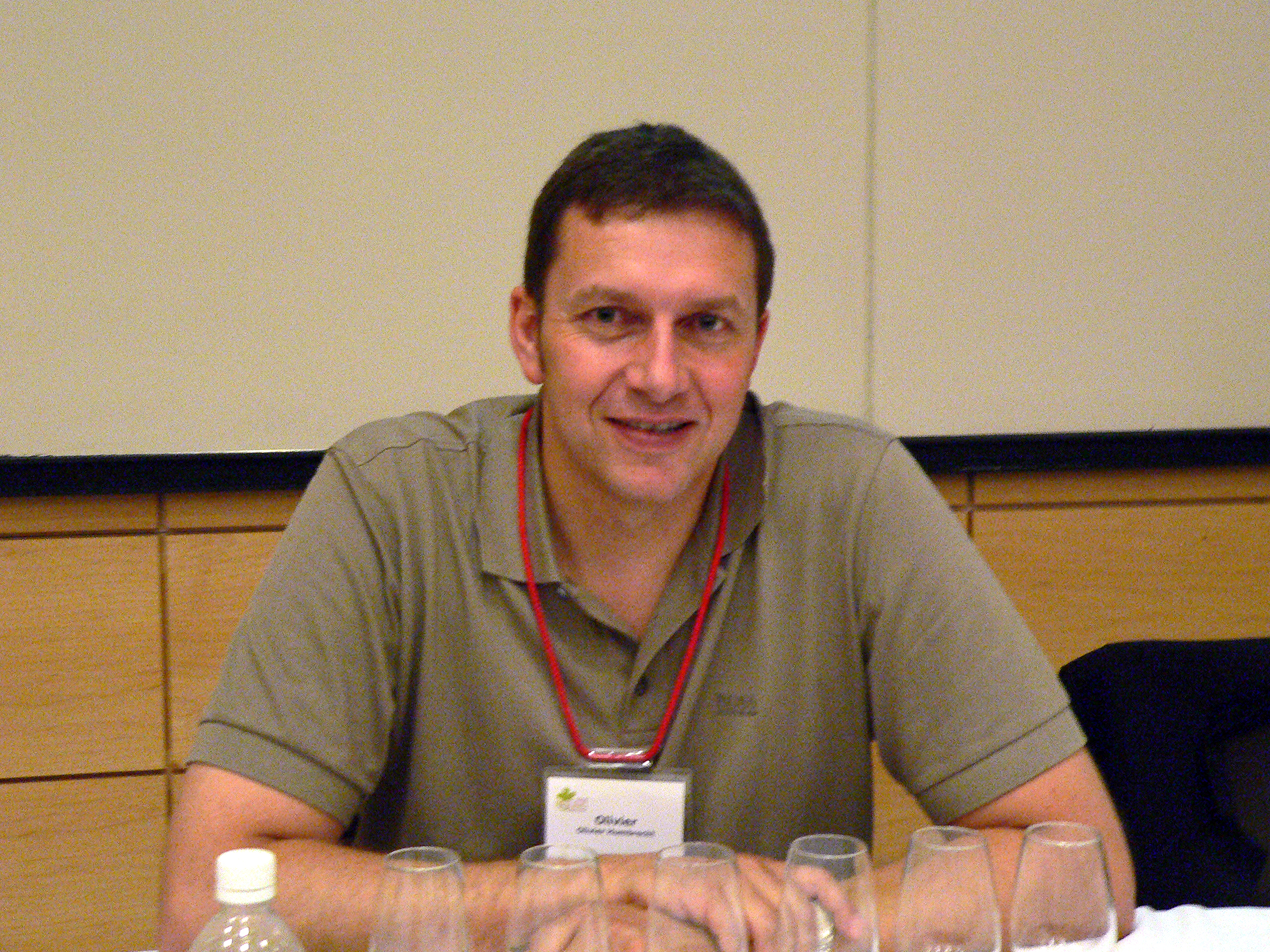
Olivier Humbrecht

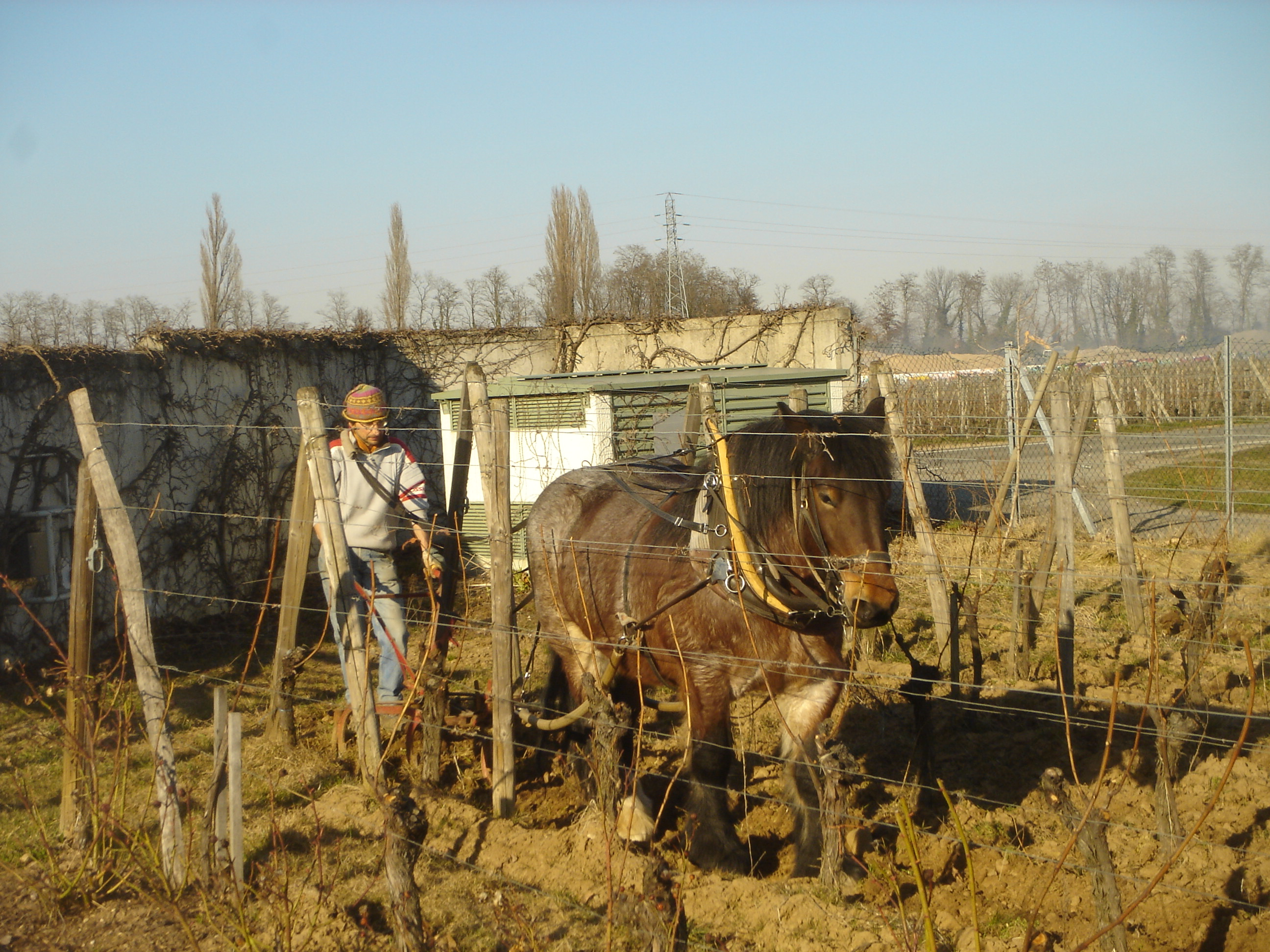
Labour chez Zind-Humbrecht

Il est mondialement reconnu comme l'un des trois « grands » d'Alsace.
Le domaine a été formé en 1959, à la suite du mariage de Léonard Humbrecht et Geneviève Zind.
La famille Humbrecht a son histoire dans le vin depuis 1620.
En 2009, le domaine était principalement dirigé par le fils de Léonard, Olivier Humbrecht, qui a été en 1989 le premier Français à obtenir le Master of Wine,.
D'après Robert Parker, « Olivier Humbrecht pourrait bien être le meilleur vinificateur au monde. »

## Vignobles
Le domaine Zind-Humbrecht produit de 120 000 à 210 000 bouteilles par an dont 75 à 85 % sont exportés.
Sa propriété, qui s'étend sur quarante hectares (ha), comprend :
- 5,5 ha sur le grand cru rangen, lieu-dit Clos St Urbain à Thann ;
- 2,4 ha sur le grand cru brand à Turckheim ;
- 1,4 ha sur le grand cru hengst à Wintzenheim ;
- 0,9 ha sur le grand cru goldert à Gueberschwihr ;

ainsi que :
- 1,8 ha au lieu-dit Rotenberg à Wintzenheim ;
- 1,2 ha au lieu-dit Clos Hauserer à Wintzenheim ;
- 11,5 ha au lieu-dit Herrenweg à Turckheim ;
- 1,3 ha au lieu-dit Clos Jebsal à Turckheim ;
- 4 ha au lieu-dit Heimbourg à Turckheim ;
- 5,2 ha au lieu-dit Clos Windsbuhl à Hunawihr.

qui sont, pour la plupart, mis en bouteilles sous la désignation du lieu-dit plutôt que sous la désignation habituelle en Alsace de vins de cépage.
À ces superficies s'ajoutent 5,2 ha localisés dans les villages précédents mais sur des lieux-dits non spécifiés.
Sur ces quarante hectares, la répartition en couleur donne 39 hectares de vin blanc (avec 30 % de Gewurztraminer, 30 % de Pinot gris, 30 % de Riesling, 7 % de Pinot blanc-Auxerrois et 3 % de Muscat) et 1 hectare de vin rouge (Pinot noir).

## Caractère des vins

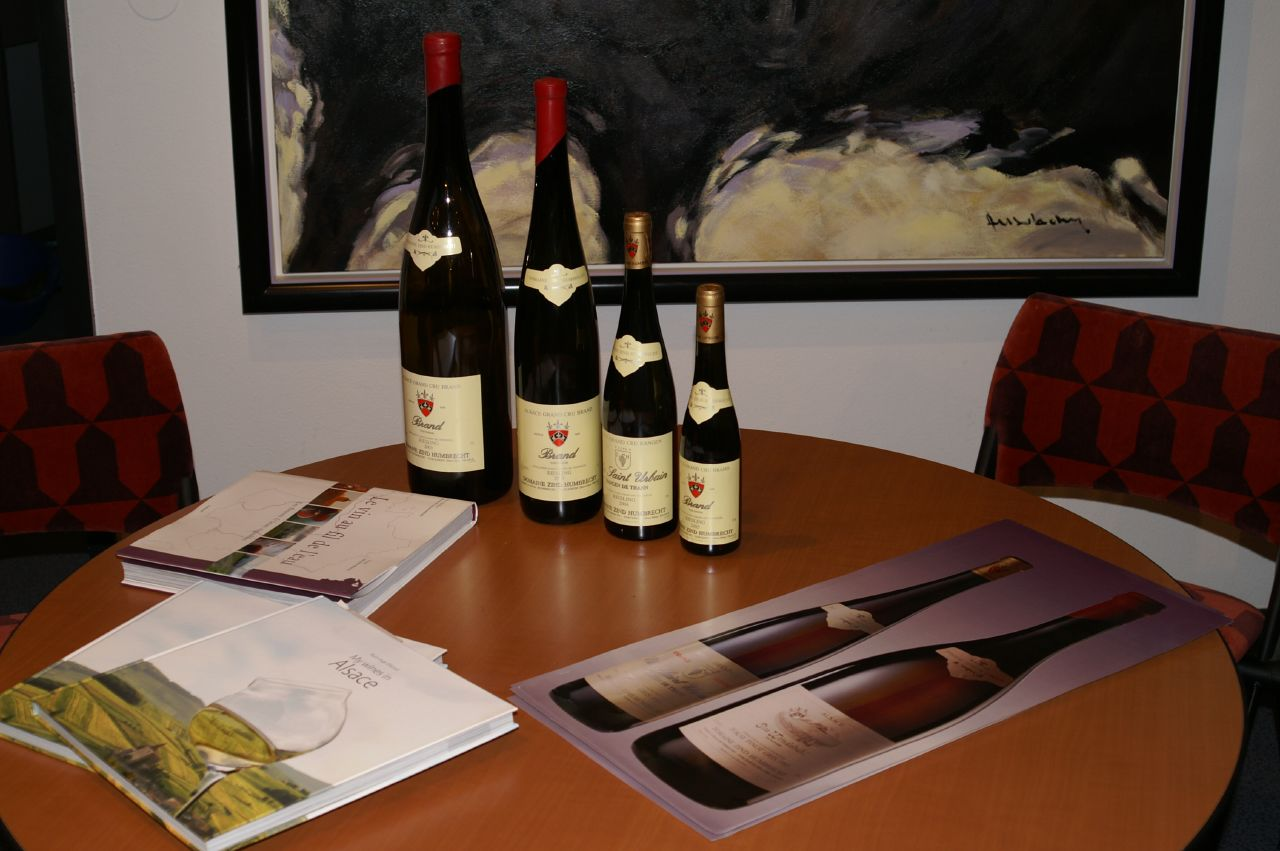
Gamme des vins Zind-Humbrecht

Le domaine Zind-Humbrecht a été un pionnier en produisant des vins d'Alsace au caractère concentré et fruité par le biais de bas rendements (30 à 40 hectolitres par hectare) et de la viticulture biodynamique.
Certains de ces vins avaient un taux de sucres résiduels considérable, bien que n'étant pas au départ conçus comme vins de dessert, ce qui à l'époque était inhabituel en Alsace.
Le taux de sucres résiduels des vins Zind-Humbrecht peut varier considérablement d'une année sur l'autre ; la tolérance de telles variations fait partie de la philosophie biodynamique.
Pour aider le consommateur à prévoir ce à quoi ils peuvent s'attendre, le domaine Zind-Humbrecht a introduit une échelle notée de « Indice 1 » à « Indice 5 » qui figure sur l'étiquette à partir du millésime 2001, généralement près de l'indication alcoométrique. Cette échelle représente l'impression générale que donne le vin et signifie :
- indice 1 : un vin analytiquement sec, correspondant à un alsace classique ;
- indice 2 : un vin non analytiquement sec, mais dont la douceur n'apparaît pas au palais ;
- indice 3 : un vin demi-sec ;
- indice 4 : un vin moelleux, pouvant correspondre aux vendanges tardives d'autres producteurs ;
- indice 5 : un vin très moelleux, correspondant aux vendanges tardives sans le caractère de la  pourriture noble. De ce fait, le domaine Zind-Humbrecht ne le propose pas en tant que tel.